# Butch Morris
Butch Morris, (Long Beach, 1947. február 10. – Brooklyn, 2013. január 29.) amerikai kornettes, zeneszerző, karmester.

## Pályafutása
Butch Morris a kaliforniai Long Beach-en született. Zenei karrierje megkezdése előtt az Egyesült Államok hadseregében orvosként szolgált  Németországban, Japánban és háború alatt Vietnamban. Az 1970-es évek végén, és az 1980-as évek elején David Murray szaxofonos együttesében lett ismert. Morris bátyja, Wilber Morris nagybőgős néha fellépett vele.
Morris az „Orchestra SLANG” nevű zenekart vezette. Rendszeresen fellépett velük a Festival of New Trumpet Musicon, amelyet évente rendeznek meg New Yorkban.
Morris írta a legtöbb kisérőzenét az 1989-es „A Man Called Hawk” című tévéműsorhoz, amelyben Avery Brooks játszotta a főszerepet, és akivel együtt írta a főcímzenét. Az AudioBox Matera 1990: International Festival of Sound Experimentationhoz (Morris létrehozta a Wayne Horvitz, J. A. Deane és Butch Morris együttest. A projekt a Madonna delle Virtùban, egy 12. századi rusztikus templomban valósult meg Sasso Caveosoban, Olaszországban.
Morris  Morris egy improvizációs együttest irányított. vezénylései általában pozitív visszajelzéseket kaptak, és gyakran egészen egyedinek tartották őket, bár nem igazán illeszkedtek egyetlen zenei műfajhoz sem.
Morris tüdőrákban halt meg 65 éves korában egy New York-i kórházban.

## Albumok
- In Touch But Out Of Reach (978)
- New York City Artist's Collective: Play Butch Morris (1984)
- Trios (Dossier, 1986)
- Current Trends in Racism in Modern America (1986)
- Homeing (1988)
- Mass-X-Communication (1991)
- Dust To Dust (1991)
- When the Sun is Out You Don't See Stars (1993)
- Testament (1995)
- Conduction (series) (1996)
- Burning Cloud (1996)
- Berlin Skyscraper (1998)
- The Rite (2003)

### Nublu Orchestra
- - Nublu Orchestra conducted by Butch Morris (2006)
  - Nublu Orchestra conducted by Butch Morris live at Jazz Festival Saalfelden (rec. 2007, rel. 2009)
  - Live in Skopje (rec. 2007, ed. 2020)
  - Live in Rome (rec. 2008, ed. 2020)
  - Live in Sao Paulo (rec. 2008, ed. 2020)
  - Live in Bergamo (rec. 2008, ed. 2020)
  - Live in Lisbon (rec. 2009, ed. 2020)
  - Live in Paris (rec. 2010, ed. 2020)

## Fordítás
Ez a szócikk részben vagy egészben  a   Butch Morris című angol Wikipédia-szócikk ezen változatának fordításán alapul.  Az eredeti cikk szerkesztőit annak laptörténete sorolja fel. Ez a jelzés csupán a megfogalmazás eredetét és a szerzői jogokat jelzi, nem szolgál a cikkben szereplő információk forrásmegjelöléseként.